# Palacio imperial de Adís Abeba
El Palacio imperial de Adís Abeba se encuentra en la ciudad de Adís Abeba, capital del país africano de Etiopía. También se le conoce como Palacio de Menelik debido a su constructor.
Cuando el emperador Menelik II trasladó su capital desde el monte Entoto a Adís Abeba, construyó un palacio imperial como su residencia principal en 1886. El emperador Haile Selassie se trasladó más tarde al Palacio de Guenete Leul. Pero el palacio imperial siguió siendo la sede oficial del emperador hasta su caída en 1974. Después de su caída, el emperador Haile Selassie fue encarcelado en uno de los edificios del palacio y posteriormente asesinado aquí. Fue enterrado en secreto dentro de los terrenos del palacio. De acuerdo con algunos informes una letrina fue construida sobre su tumba. Tras la caída del comunismo, el emperador fue enterrado nuevamente en 2000.
El palacio se ha mantenido como la sede del gobierno. Hoy en día, el complejo tiene la residencia del primer ministro y no está abierto a los visitantes.